# Taguahelix subantarctica
Taguahelix subantarctica är en snäckart som först beskrevs av Suter 1909.  Taguahelix subantarctica ingår i släktet Taguahelix och familjen punktsnäckor. Inga underarter finns listade i Catalogue of Life.